# P NATION
P NATION（ピー・ネーション、朝: 피네이션）は、韓国の芸能プロダクションである。2019年設立。所属アーティストは設立者であるPSYをはじめとする計6組が所属している。
SKテレコムが50億ウォンを投資し、会社子分の10%を保有している。

## 沿革
2019年1月24日、PSYが自身のインスタグラムを通じてP NATIONの設立を発表。同時に初の所属アーティストとしてJessiを迎え入れた。
3日後の1月27日、2018年にCUBEエンターテインメントを離れたヒョナとイドンを所属アーティストとして迎え入れた。
2019年7月17日、6月にAmoeba Cultureとの専属契約が満了したCrushを迎え入れた。
2020年9月16日にはHeize、12月29日にはラッパーのD.Arkを迎え入れた。
2021年9月4日、JYPエンターテインメントと共にボーイグループプロジェクトプログラム「LOUD」を通じ、7人のメンバーで構成されたP NATION初のボーイグループが結成。
11月12日、D.Arkとの専属契約が満了。
2022年1月24日、THE NEW SIX（旧名: TNX）としてデビュー予定であった日本人のコウキがデビュー組から離脱。
5月17日、THE NEW SIXがデビュー。P NATIONから始めて輩出されるボーイズグループである。
7月6日、Jessiとの専属契約が満了。
8月29日、DAWNとヒョナとの専属契約が満了。
2023年6月30日、6月にRBWを去ったファサが専属契約を締結。

## 所属アーティスト
期間は以前の事務所での活動期間も含む。
| 名前          | メンバー                                                                                        | 脱退メンバー | 期間     |
| ------------- | ----------------------------------------------------------------------------------------------- | ------------ | -------- |
| PSY           | -                                                                                               | -            | 2001年 - |
| Crush         | -                                                                                               | -            | 2012年 - |
| Heize         | -                                                                                               | -            | 2014年 - |
| Swings        | -                                                                                               | -            | 2008年 - |
| ファサ        | -                                                                                               | -            | 2014年 - |
| THE NEW SIX   | チェ・テフン、ウ・ギョンジュン、チャン・ヒョンス、 チョン・ジュニョク、ウン・フィ、オ・ソンジュ | -            | 2022年 - |
| アン・シネ    | -                                                                                               | -            | 2012年 - |
| Daniel Jikal  | -                                                                                               | -            | 2024年 - |
| Baby DONT Cry | イヒョン、クミ、ミア、ベニ                                                                      | -            | 2025年 - |

### 所属練習生
- コウキ - LOUD 参加者。1月にデビュー組から離脱。
- キム・ドンヒョン - LOUD 参加者。

### 過去に所属していたアーティスト
- D.Ark - 2021年11月12日に専属契約を終了[8]。
- Jessi - 2022年7月6日に専属契約を満了[11]。
- DAWN - 2022年8月29日に専属契約を満了[12]。
- ヒョナ - 2022年8月29日に専属契約を満了[12]。
- ペノメコ - 2024年1月10日に専属契約を満了。